# Oziel
Oziel França da Silva, mais conhecido como Oziel (João Pessoa, 10 de agosto de 1984), é um futebolista brasileiro que atua como lateral-direito, volante e meia. Atualmente, está sem clube.

## Carreira
Revelado pelo Cabofriense, foi emprestado ao Botafogo e outros times. Em 2010 assinou contrato com o Ceará.  Passou em 2011 pelo Goiás atuando por 37 partidas, teve atuações pífias ao estilo jogador de terrão. A torcida não muito contente pediu a rescisão do jogador.
Em 2012 assinou com o Guarani, mas no segundo semestre de 2013, entrou na justiça e fez acordo com o Guarani para rescindir o contrato e assim assinar com o Náutico, onde atuou pelo Campeonato Brasileiro Série A e a Copa Sul-Américana de 2013. Mas em setembro do mesmo ano assinou com o Santa Cruz.

## Títulos
Paysandu
- Campeonato Paraense: 2006

Santa Cruz
- Campeonato Brasileiro - Série C: 2013

Guarani
- Vice-Campeonato Brasileiro Série C: 2016

### Prêmios individuais
- Melhor lateral-direito do Campeonato Paulista: 2012

## Ligações Externas
- Soccerway (em português)
- Sambafoot (em português)